# Nortonville (Kentucky)
Nortonville és una població dels Estats Units a l'estat de Kentucky. Segons el cens del 2000 tenia 1.264 habitants.

## Demografia
Segons el cens del 2000, Nortonville tenia 1.264 habitants, 525 habitatges, i 363 famílies. La densitat de població era de 439,7 habitants/km².
Dels 525 habitatges en un 28,2% hi vivien nens de menys de 18 anys, en un 54,1% hi vivien parelles casades, en un 12,2% dones solteres, i en un 30,7% no eren unitats familiars. En el 28,4% dels habitatges hi vivien persones soles el 13,1% de les quals corresponia a persones de 65 anys o més que vivien soles. El nombre mitjà de persones vivint en cada habitatge era de 2,41 i el nombre mitjà de persones que vivien en cada família era de 2,93.
Per edats la població es repartia de la següent manera: un 24,1% tenia menys de 18 anys, un 8,8% entre 18 i 24, un 29% entre 25 i 44, un 23% de 45 a 60 i un 15,1% 65 anys o més.
L'edat mediana era de 36 anys. Per cada 100 dones de 18 o més anys hi havia 89 homes.
La renda mediana per habitatge era de 27.222 $ i la renda mediana per família de 31.466 $. Els homes tenien una renda mediana de 27.986 $ mentre que les dones 17.176 $. La renda per capita de la població era de 13.179 $. Entorn del 17,9% de les famílies i el 20,3% de la població estaven per davall del llindar de pobresa.

## Poblacions més properes
El següent diagrama mostra les poblacions més properes.